# Bazzano (L'Aquila)
Bazzano è una frazione dell'Aquila distante circa 5 km dal centro storico del capoluogo, originariamente compresa nel comune soppresso di Paganica, con cui oggi forma la decima circoscrizione. Conta circa 600 abitanti ed è ubicato sulle pendici dell'omonimo colle, ad un'altitudine di 594 metri, in posizione predominante sulla piana sottostante ed è sede di un'importante zona industriale della periferia est aquilana.

## Storia
Le origini vestine sono testimoniate dalla presenza, in antichità, di un villaggio denominato Offidius (dal nome del colle, Offidio, oggi Bazzano) sul luogo dove oggi sorge il nucleo storico del paese, la cui datazione è stimata intorno all'VIII-IX secolo. Il borgo assunse gradualmente importanza nella valle dell'Aterno tanto da erigere, nel IX secolo, una grandiosa chiesa dedicata alla Santa Giusta, martirizzata a Bazzano insieme a San Giustino e San Felice nel 286; la chiesa venne poi rifondata nel XII secolo nella veste attuale.
Nel XIII secolo, contribuì con altri castelli del contado alla fondazione dell'Aquila e la sua partecipazione dovette essere particolarmente importante nella definizione della città-territorio tanto che la strada di collegamento tra L'Aquila e Bazzano venne elevata, nel tratto urbano conosciuto come via Fortebraccio, a strada cardine dell'impianto angioino e la porta in corrispondenza dello stesso collegamento prese il nome di Porta Bazzano. I bazzanesi ebbero anche il permesso di erigere una chiesa intra moenia, la chiesa di Santa Giusta, sul luogo di un precedente edificio dedicato a San Giorgio, che nel 1272 venne elevata a capoquarto del Quarto di San Giorgio; nel 1626 le spoglie di Santa Giusta e San Giustino sono state trasportate nella chiesa intra moenia dalla precedente collocazione nella chiesa di Santa Giusta fuori le mura.

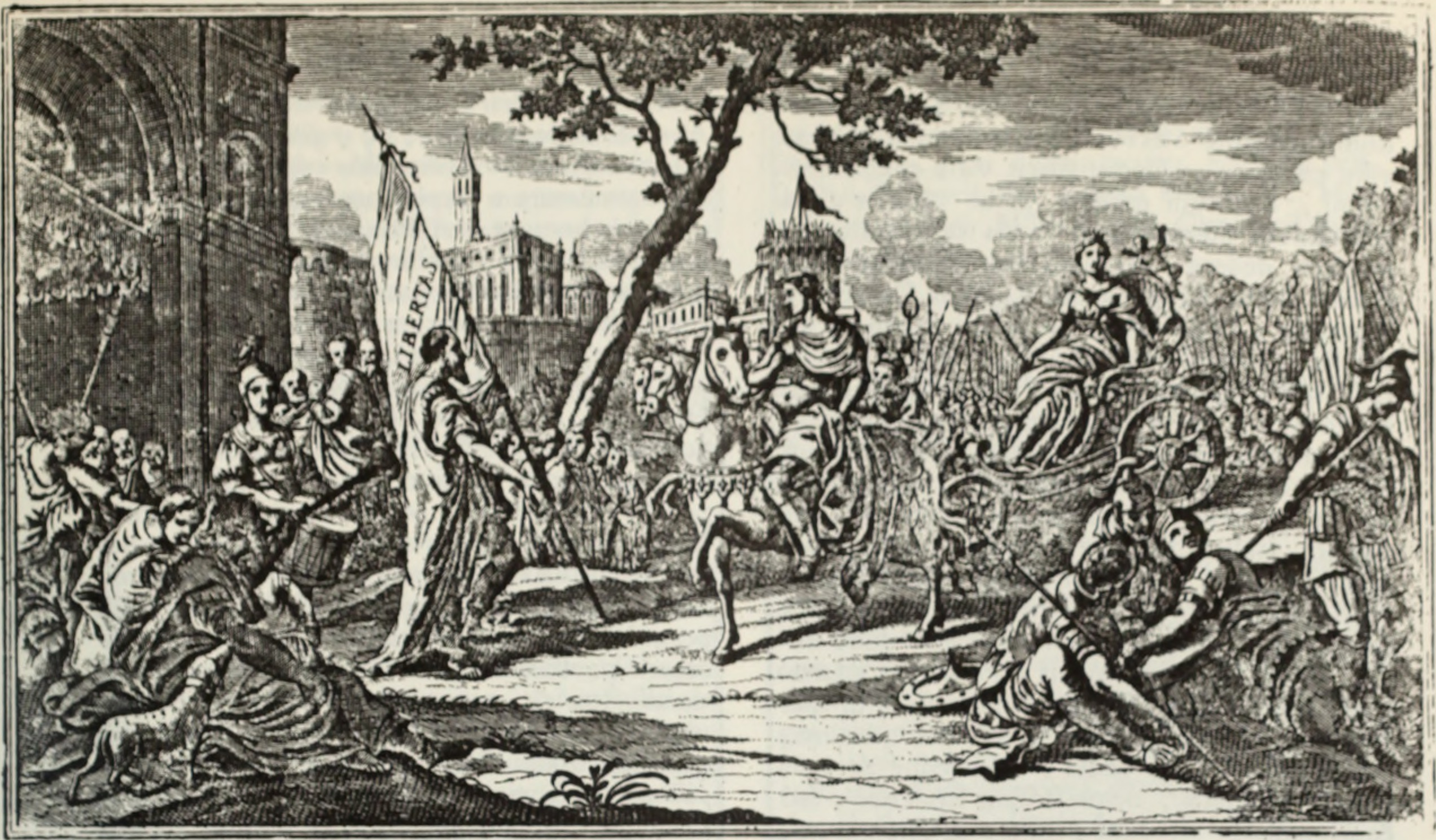
Disegno di Antonio Ludovico Muratori, di fantasia, ritraente la vittoria degli aquilani contro Braccio da Montone a Bazzano

Il 2 giugno 1424 la Piana di Bazzano fu il luogo scelto per l'atto finale della guerra dell'Aquila, tra la coalizione di papa Martino V, Giovanna II di Napoli, Giacomo Caldora e Antonuccio Camponeschi contro quella di Alfonso V d'Aragona, Braccio da Montone e Niccolò Piccinino, per la ribellione della città allo stesso Fortebraccio, nominato gran connestabile degli Abruzzi. Il 2 giugno la coalizione angioina sconfisse definitivamente quella aragonese, Braccio fu ferito a morte e spirò qualche giorno dopo, mentre gli aquilani tornavano in città a recare le "buone novelle".
Dal momento della fondazione dell'Aquila diminuiscono le notizie relative al borgo di Bazzano, le cui vicende si fondono con quelle della vicina Paganica sino alla definitiva unione dei territori nel XVIII secolo con la creazione del circondario di Paganica facente riferimento al Distretto di Aquila. In seguito all'unità d'Italia Paganica (con Bazzano) divenne comune autonomo. Nel 1927 infine, nell'ambito del progetto denominato Grande Aquila, si procede alla soppressione del comune di Paganica ed alla definitiva riunificazione del suo territorio con quello dell'Aquila. Nel frattempo l'edificato va spostandosi nella piana sottostante dove venne realizzata anche la stazione ad uso della ferrovia per Sulmona; nel dopoguerra la piana è stata convertita a nucleo industriale.
Nel 2009 la frazione è una delle più colpite dal terremoto dell'Aquila in cui si registra il crollo della facciata di Santa Giusta e di altre abitazioni civili, oltre che lo smottamento di parte del colle. Durante la gestione dell'emergenza la zona, già adibita a campo per gli sfollati, è stata oggetto della realizzazione di nuove abitazioni nota con il nome di Progetto C.A.S.E. che ha modificato radicalmente la struttura urbanistica e sociale del paese.

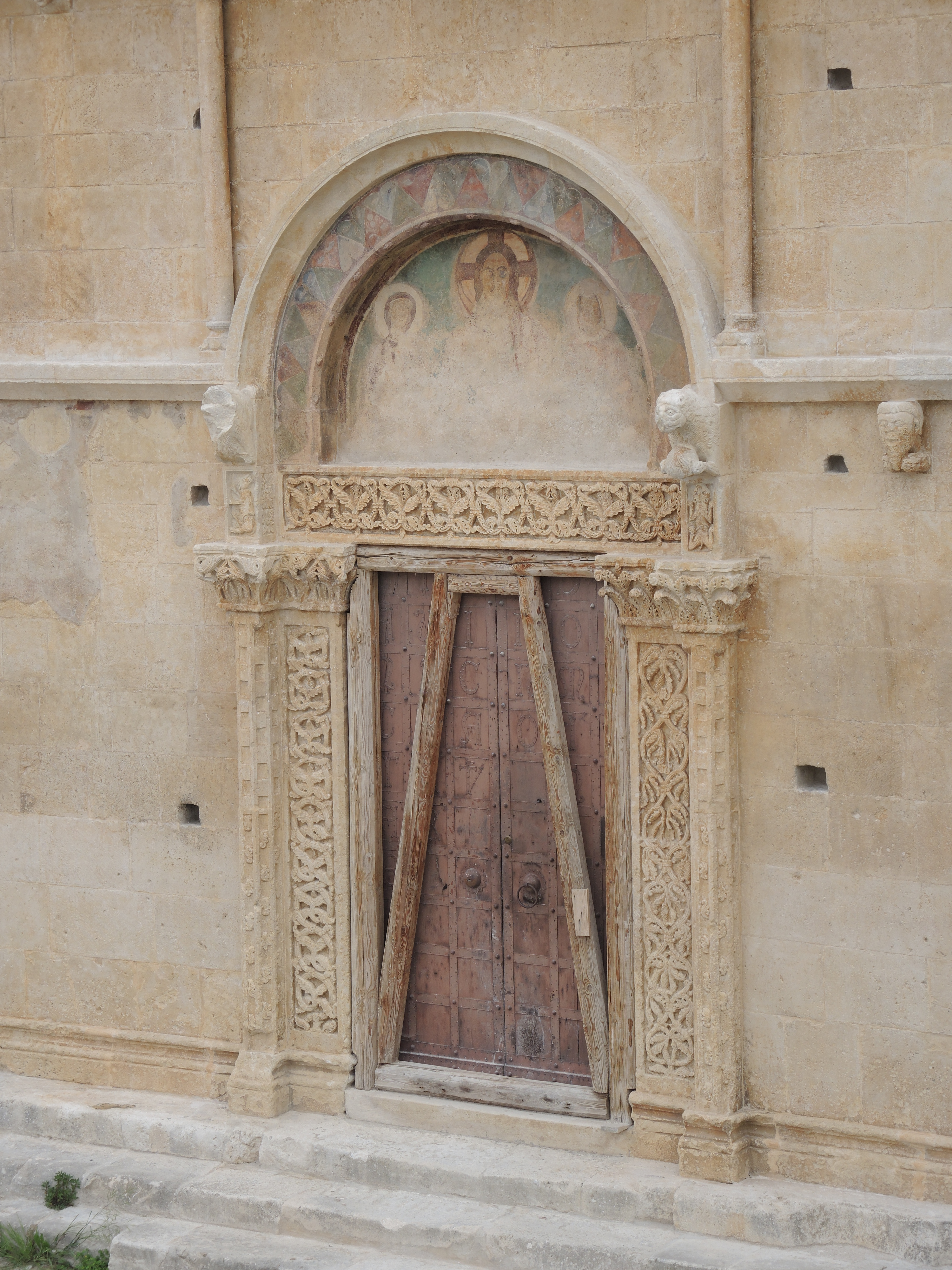
Il portale della chiesa di Santa Giusta

## Monumenti e luoghi d'interesse
Il paese è caratterizzato da un nucleo compatto d'origine altomedievale posto in posizione dominante su una piana a caratteristiche commerciali-industriali. I principali monumenti del paese sono:
- Chiesa di Santa Giusta fuori le mura; si trova in Via Vasche Bazzano, nella parte storica del paese, è costruita nel XII secolo sul luogo di una preesistenza del IX secolo (è possibile accedere alla grotta del martirio della santa) è una delle chiese più importanti del circondario aquilano ed è caratterizzata dalla facciata a capanna in pietra dorata e decorazioni a tre ordini di colonnine. La chiesa del centro aquilano corrispondente a questa, fondata dai castellani bazzanesi, è la chiesa di Santa Giusta, la capoquartiere del Quarto San Giorgio.
- Necropoli di Bazzano; importante nucleo archeologico scoperto con gli scavi del 1992 che è il più vasto d'Abruzzo per dimensioni e numero delle opere rinvenute. Gran parte del materiale scultoreo è conservato nel Museo Archeologico di Chieti.

## Nuova Bazzano e nucleo industriale
La frazione, stando nel percorso strategico della Strada statale 17, insieme alle ville di San Gregorio ed Onna, con il terremoto del 2009 ha avuto modo di svilupparsi a dismisura, ospitando nuovi nuclei industriali, già esistenti, come piccole fabbriche e centri commerciali, ma anche sedi provvisorie, attualmente ancora in loco, di uffici di rilievo: la zona industriale ospita infatti l'Archivio di Stato dell'Aquila, la Deputazione abruzzese di storia patria, la biblioteca provinciale Salvatore Tommasi e la Camera di Commercio, insieme a mobilifici, imprese edili e aziende di confezioni, oltre a varie catene di centri commerciali, come l'Oasi e i grandi magazzini Piccinini. Lo scalo, situato a ridosso della statale, ha assunto il ruolo di nuovo centro vitale della storica frazione, con la costruzione di nuove abitazioni.

## Infrastrutture e trasporti

### Strade
La frazione è attraversata dalla strada statale 17 dell'Appennino Abruzzese, che la collega a L'Aquila, a Popoli Terme e Sulmona. Inoltre è servita da un apposito svincolo sulla tangenziale Est dell'Aquila (strada statale 17 ter), che la collega direttamente all'autostrada A24.

### Ferrovie

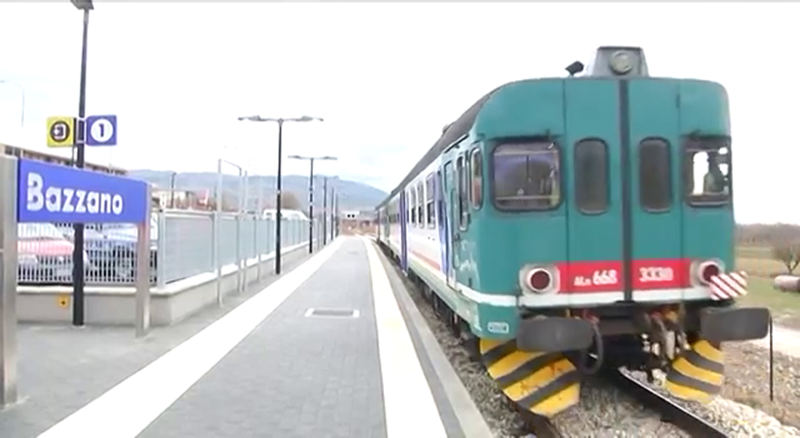
La fermata ferroviaria di Bazzano.

La frazione è attraversata dalla ferrovia Sulmona-L'Aquila, linea secondaria a binario unico e trazione diesel, che corre parallela alla SS 17; la frazione è storicamente servita dalla stazione di Paganica, posta a 900 m dal centro storico nei pressi del nucleo industriale, e inoltre dal 2017 a questa si è aggiunta la fermata di Bazzano, posta a un chilometro dal centro storico nei pressi dell'agglomerato C.A.S.E..